# Obrębszczyzna
Obrębszczyzna – nieistniejący już majątek ziemski i wieś. Tereny, na których były położone, leżą obecnie na Białorusi, w obwodzie grodzieńskim, w rejonie grodzieńskim, w sielsowiecie Kwasówka.
Dwór w Obrębszczyznie uwiecznił Napoleon Orda. Jednymi z właścicieli majątku byli Józef Borzęcki i bł. Celina Chludzińska Borzęcka.
W dwudziestoleciu międzywojennym majątek leżał w Polsce, w województwie białostockim, w powiecie grodzieńskim. Obecnie po dworze nie ma śladu. Miejsce, gdzie się znajdował, obecnie zajmują pola uprawne. Ostał się jedynie park dworski.